# Мијаило Симић
Мијаило С. Симић (Смедеревска Паланка, Кнежевина Србија, 11. децембар/23. децембар 1837 — Београд, Краљевина Србија, 2. јануар 1901) био је српски правник, рачуноиспитач, члан Главне Контроле Кнежевине и Краљевине Србије, члан Управе београдске Вароши и председник  ("Старешина"), у више мандата, неколико београдских општина (Варошки, Теразијски и Палилулски квартови, данас ГО Стари Град).

## Биографија
Рођен је 23. децембра 1837. г. у Смедеревској Паланци, од оца Симе С. Симића-Стојановића (1804-1872) и мајке Јане (1810-1880) ћерке Дели-Маркa, побратима Станоја Главаша. Мијаилов отац Сима, пореклом од породице Симић из Старе Херцеговине и Ваљевске Подгорине (Јован Симић Бобовац), настанио се у Смедеревској Паланци након венчања са Јаном преко које је одржавао врло тесне и присне односе са породицама Станоја Главаша и таста Дели-Марка. Сима шаље Мијаила за Београд  на београдски Лицеј, где најпре завршава филозофске, а потом и правне студије. Посебно надарен за финансије и рачуноводство запошљава се у Главној Контроли Кнежевине Србије као ”рачуноиспитатељ”. Жени се 1860. г. Милевом рођ. Стојковић, Цинцарком из Шапца, а чија је породица пореклом из Крушева, (Стара Србија и Македонија). Исте године се усељава у породичну кућу на Обилићевом венцу број 28 (данас бр. 22), коју је подигао на земљишту које је супруга Милева донела у ”Мираз”. Енергичан а опет одличан познавалац људског карактера биће убрзо примећен од стране министара унутрашњих послова - Аћима Чумића и Милутина Гарашанина који ће га сукцесивно, у више наврата, у периоду 1870-1880, именовати на разне функције у региону Смедеревског округа и околине где је обављао дужности Начелника Јасеничког и Орашког среза, као и помоћника начелника Црноречког и Смедеревског округа.
Од почетка 80-их година XIX века посебно ће бити активан при Управи Београдске Вароши где ће у периоду од 1881. г. до 1892. г. обављати низ градских и општинских функција, а даће посебан допринос развоју центра Београда током обављања више мандата председника тј. ”Старешине” Варошког, Теразијског и Палилулског кварта - некадашњих централних београдских општина које се данас подударају са територијом Градске Општине ”Стари Град” (ibid стр.95,96,173,203-204,221,230,291,300,318,413,421,459).
Мијаило С. Симић је био отац београдског апелационог судије Василија Симића, и у браку са Милевом је уз њега имао још четири сина - Драгутина, Великог Жупана у Краљевини Срба, Хрвата и Словенаца, Симу, адвоката, Драгољуба, историчара и Милана, артиљериског пуковника, као и две ћерке, Ружицу, неудату, и Љубицу, домаћицу, удату за Радослава Радета М. Дуњића (1871-1948), Бана Дунавске Бановине, бивш. сенатора у Краљевини Југославији и адвоката са канцеларијама у Београду и Крушевцу.
Умро је у Београду 1901. године и сахрањен у породичној гробници Симића на београдском Новом гробљу, (парцела бр. 11, гробница бр. 37, I. реда). Његови директни потомци живе у Француској, Белгији и Београду (породице Крсмановић-Симић и барони Gillès de Pélichy).